# Shon Hyun-Me
Shon Hyun-Me (2 de noviembre de 1972) es una deportista surcoreana que compitió en judo.
Ganó una medalla en el Campeonato Mundial de Judo de 1995 y cuatro medallas en el Campeonato Asiático de Judo entre los años 1993 y 1997. En los Juegos Asiáticos de 1994 consiguió una medalla de bronce.

## Palmarés internacional
| Campeonato Mundial  | Campeonato Mundial           | Campeonato Mundial | Campeonato Mundial |
| Año                 | Lugar                        | Medalla            | Categoría          |
| ------------------- | ---------------------------- | ------------------ | ------------------ |
| 1995                | Chiba (Japón)                | Medalla de bronce  | +72 kg             |
| Juegos Asiáticos    |                              |                    |                    |
| Año                 | Lugar                        | Medalla            | Categoría          |
| 1994                | Hiroshima (Japón)            | Medalla de bronce  | +72 kg             |
| Campeonato Asiático |                              |                    |                    |
| Año                 | Lugar                        | Medalla            | Categoría          |
| 1993                | Macao (Portugal)             | Medalla de plata   | +72 kg             |
| 1995                | Nueva Delhi (India)          | Medalla de oro     | Abierta            |
| 1996                | Ciudad Ho Chi Minh (Vietnam) | Medalla de plata   | +72 kg             |
| 1997                | Manila (Filipinas)           | Medalla de plata   | +72 kg             |